# Indigofera incana
Indigofera incana är en ärtväxtart som beskrevs av Carl Peter Thunberg. Indigofera incana ingår i släktet indigosläktet, och familjen ärtväxter. Inga underarter finns listade i Catalogue of Life.